# Marco Albrecht
Marco Albrecht (* 1965 in Potsdam) ist ein deutscher Theaterschauspieler.

## Leben
Nach der Berufsausbildung zum Filmkopierfacharbeiter studierte er von 1986 bis 1990 in Berlin an der Hochschule für Schauspielkunst Ernst Busch. Von 1990 bis 1997 war er am Mecklenburgischen Staatstheater Schwerin engagiert. Von 1997 bis 2005 war er Ensemblemitglied am Schauspiel Leipzig unter der Intendanz von Wolfgang Engel. Im Jahr 1998 erhielt er den Zuschauerpreis bei den Bad Hersfelder Festspielen für seine Darstellung des Richard in Richard III. unter der Regie von Jérôme Savary. Von 1999 bis 2005 unterrichtete er an der Hochschule für Musik und Theater „Felix Mendelssohn Bartholdy“ Leipzig.
Von 2005 bis 2011 war er Ensemblemitglied am Deutschen Schauspielhaus Hamburg, in der Intendanz von Friedrich Schirmer. Im Jahr 2010 unterrichtete er im Lehrauftrag an der Hochschule für Musik und Theater Hamburg.
In den Spielzeiten 2011 bis 2013 wechselte er an das Staatstheater Stuttgart zum Schauspielintendanten Hasko Weber. In diesen Jahren unterrichtet er im Lehrauftrag an der Hochschule für Musik und Darstellende Kunst Stuttgart.
Von 2014 bis 2016 gastierte er am Theater Freiburg, am Theater Heidelberg, am Schauspielhaus Graz, bei den Burgfestspielen Jagsthausen, am Mecklenburgischen Staatstheater Schwerin sowie an den Hamburger Kammerspielen. In dieser Zeit unterrichtete er an der Otto Falckenberg Schule München, und im Jahr 2019 an der Theaterakademie Mannheim.
Mit der Spielzeit 2016/17 ist er Ensemblemitglied am Theater Heidelberg, in der Intendanz von Holger Schultze.

## Theaterrollen (Auswahl)
- Eduard Schwarz in Lulu (Regie: Konstanze Lauterbach)
- Giles Mace in Ayckbourns Haus und Garten (R: Wolfgang Engel)
- Mellefont in Miss Sara Sampson (R: Karin Henkel)
- Jongleur in Die Macht der Gewohnheit (R: Markus Dietz)
- Admetos in Alkestis, mon Amour (R: Armin Petras)
- Szymon Smutek in Spieltrieb (R: Roger Vontobel)
- Kreon in Medea (R: Karin Henkel)
- Wirt in Minna von Barnhelm (R: Karin Henkel)
- Duperret in Marat, was ist aus unserer Revolution geworden? (R: Volker Lösch)
- Georg Hauer u. a. in Tannöd (R: Crescentina Dünsser und Otto Kukla)
- Wiepert in Wenn Ihr euch totschlagt ist es ein Versehen (R: Markus Heinzelmann)
- Ensemble in Hänsel und Gretel gehn Mümmelmannsberg (R: Volker Lösch)
- Roubaud in Bestie Mensch (R: Clemens Mädge)
- Marquis von Posa in Don Karlos (R: Hasko Weber)
- Ansgar in Angst reist mit (R: Hasko Weber und Sibylle Berg)
- Magistrat in Warten auf die Barbaren (R: Thomas Krupa)
- Ivanov in Ivanov (R: Jan Jochymski)
- Richard in Die Götter weinen (R: Anna Badora)
- Ahmad in Le Passé – Das Vergangene (R: Patrick Schlösser)
- Francois in Unterwerfung (R: Moritz Schönecker)
- Harry Haller in Der Steppenwolf (R: Bernadette Sonnenbichler)
- Peer Gynt in Peer Gynt ist ein Anderer (R: Alexander Charim)
- Alfred Ill in Der Besuch der alten Dame (R: Alexander Charim)
- Andreas Baader u.a. in Heidelberg 72ff (R: Philipp Löhle)
- Vollblut in Zähne und Krallen (R: Brit Bartkowiak)
- Claudius in Hamlet (R: Holger Schultze)
- Hermann in Dantons Tod (R: Stephan Kimmig)
- Azdak u.a. in Der kaukasische Kreidekreis (R: Holger Schultze)

## Filmografie (Auswahl)
- 1985: Die Frau und der Fremde
- 2002: SOKO Leipzig (R: Christoph Eichhorn)
- 2005: Tierärztin Dr. Mertens (R: Karola Hattop)
- 2007: Küstenwache (Fernsehserie, 1 Folge) (R: Marcus Ulbricht)
- 2009: Küstenwache (Fernsehserie, 1 Folge) (R: Jan Becker)
- 2013: Stavanger (Kurzfilm)
- 2014: Das blühende Leben (Kurzfilm)
- 2013: Engel der Gerechtigkeit (R: Sigi Rothemund)

## Hörspiele (Auswahl)
- 2001: Józef Ignacy Kraszewski: Gräfin Cosel (Friedrich Johann Böttger) – Regie: Walter Niklaus (Hörspiel (5 Teile) – MDR)
- 2002: Samuel Shem: House of God – Regie: Norbert Schaeffer (Hörspiel – MDR)
- 2012: Eugen Ruge: In Zeiten des abnehmenden Lichts – Regie: Leonhard Koppelmann (Hörspiel – SWR)